# Фултон Шін
Фултон Шін (англ. Fulton John Sheen; 08 травня 1895, Ель-Пасо, Іллінойс, США — 09 грудня 1979, Нью-Йорк, США) — єпископ Римо-католицької церкви, проповідник, письменник, публіцист, особливо відомий своєю роботою на телебаченні та радіо (телеєвангелізм), володар премії «Еммі» як телеособа 1953 року.

## Біографія

### Дитинство
Фултон Джон Шін народився 08 травня 1895 року у місті Ель-Пасо, штат Іллінойс у ірландській родині і був старшим з чотирьох синів. Його іменем при народженні було Пітер Джон Шін, Фултон — це дошлюбне прізвище його матері, Делії. Після охрещення мати присвятила сина Пресвятій Діві Марії. Майбутній священник зростав у католицькій вірі і вже у дитинстві був міністрантом. Тоді ж трапився цікавий випадок — під час Меси маленький Джон розбив скляну карафку з вином. Після Літургії до нього підійшов єпископ Джон Спендлінг і зробив два передбачення — що хлопець буде навчатися у Левенському університеті в Бельгії та стане єпископом.

### Священство, навчання, викладацька діяльність
20 вересня 1920 року 25-річний Шін отримує священницькі свячення.
Також у 1920 році він вступив до Католицького Університету Америки (КУА) у Вашингтоні, а з 1921 року вивчав філософію у Левенському університеті в Бельгії.
У 1923 році отримує звання доктора філософії, а також премію кардинала Мерсьє з міжнародної філософії. О. Фултон Шін став першим представником США, який отримав цю нагороду.
В 1925 році о. Шін повернувся до Католицького Університету Америки, де викладав з 1927 до 1950 року.

### Співпраця з ЗМІ, проповідницька діяльність
З 1926 року почав проповідувати по радіо. Початком співпраці з медіа стала серія Великопісних реколекцій, потім вийшла серія програм «Католицька година», яка стала настільки популярною серед слухачів, що о. Фултон Шін вів її впродовж 20 років, з 1930 по 1950 рік.
З 1946 року Шін увійшов до ради директорів Католицької медійної місії (CMMB) і займав цю посаду протягом наступних 30 років.
Водночас о. Фултон Шін активно подорожує по країні, читає лекції, проводить реколекції, пише книги. Всього він написав 72 книги, найбільш відомі з них «Життя Христа» та «Комунізм і совість Заходу».
24 березня 1940 року Монсеньйор Шін взяв участь у першій в світі телевізійній трансляції католицької Меси.
У 1950 році він став національним директором Товариства поширення віри. За допомогою Товариства о. Фултон Шін зібрав значні кошти на поширення католицької місіонерської діяльності по всьому світу, до яких долучив і власні 10 млн доларів.
11 червня 1951 року отець прийняв єпископські свячення і зайняв посаду єпископа-помічника архідієцезії Нью-Йорка.
Восени 1951 року замість радіо-передачі єпископ Шін розпочинає цикл передач на телебаченні «Життя варте того, щоб його прожити». Ця малобюджетна програма, у якої не було навіть автору сценарію, користувалась значною популярністю, її аудиторія сягала 30 млн глядачів.
У 1953 році о. Фултон Шін отримав премію «Еммі» як телеособа року. Приймаючи нагороду, отець подякував чотирьом «сценаристам» — Матею, Марку, Луці та Йоану.
З 1961 по 1968 рік вів передачу «Програма Фултона Шіна».
В 1962—1965 роках брав активну участь у Другому Ватиканському Соборі.
Восени 1966 призначений єпископом Рочестеру.
У 1969 році папа Павло VI призначив Шіна архієпископом Титулярного Престолу Ньюпорт-Уельсу, що дало йому можливість більше уваги приділяти проповідуванню і поширенню віри.
У 1979 році за два місяці до смерті Шін зустрівся з папою Іваном Павлом ІІ, який особисто відзначив ревну працю отця.
Архієпископ Шін був переконаний, що здатність священника навертати людей до віри в Бога прямо залежить від часу, проведеного в поклонінні Пресвятим Дарам. Тому він кожного дня звершував годинну адорацію (обряд поклоніння Святим Дарам) навколішках. Навернув багатьох людей до католицької віри, наприклад Генрі Форда ІІ.
09 грудня 1979 році Фултон Джон Шін відійшов у вічність у своїй приватній каплиці під час Адорації.

## Беатифікаційний процес
У 2002 році розпочато беатифікаційний процес (попередній етап канонізації).
28 червня 2012 року Папа Бенедикт XVI підписав декрет про визнання героїчності чеснот архиєпископа Шіна.
Було зафіксовано описи трьох чудес, які сталися за молитвами до Фултона Шіна. Найбільш резонансне і зафіксоване лікарями — народження і диво оживлення у вересні 2010 року мертвого хлопчика, Джеймса Фултона Енгстрома. Дитина народилася без ознак життя, всі зусилля лікарів реанімувати були безуспішними, але по молитві батьків до о. Фултона Шіна, серце немовляти почало битися.
У 2019 році Папа Франциск затвердив декрет Конгрегації, з визнанням чуда, приписаного заступництву праведного Слуги Божого архиєпископа Фултона Шіна. Цей акт має привести до проголошення його блаженним Католицької Церкви.
Однак на шляху беатифікаційного процесу виникають складнощі, найголовніша з яких — сексуальні скандали в Католицькій церкві в США. Хоча доведено, що архієпископ не мав відношення до розбещення дітей або насильства, але визнання о. Фултона Шіна блаженним знову загальмувалося і в цьому немає нічого дивного. 

## Погляди і цитати
Архієпископа Фултона Шіна називають проповідником епохи Антихриста. Людина глибокої віри і консервативних переконань, він багато роздумував на теми війни, комуністичної загрози, Антихриста, диявола, секуляризації суспільства, евтаназії і не боявся порушувати гострі й болючі питання. Його роздуми та пророцтва актуальні й тепер.
|  | Бог про себе сказав: «Я Є Той, Хто Є»; натомість диявол про себе каже: «Я — той, кого немає». |

|  | «Занадто часто під милосердям мають на увазі безкарно відпустити будь-кого, хто порушує природний чи Божественний закон, або хто зраджує свою країну. Таке милосердя — це емоція, а не чеснота» |

|  | Війна є знаком, що люди противляться Богу, а тому також противляться одні одним. |

|  | ...у зла своя година, а у Бога свій день. І ця лиха година невіддільна від Божого дня. |

|  | Ми не повинні називати Бога добрим, коли Він виконує нашу волю, і злим, коли Він цього не робить. Оскільки існує Бог, ця війна — не пекло. Бог допускає, щоб це сталося, лише для більшого блага, невидимого зараз. Війна більше схожа на чистилище, бо в її очищувальному полум’ї ми повинні спалити шлак нашого матеріалізму. |

|  | Антицерква матиме всі атрибути й риси справжньої Церкви, які, натомість, будуть ніби відображенням у кривому дзеркалі й позбавлені божественного змісту. |